# Рауль Гільберг
Рауль Гільберг (нім. Raul Hilberg, 2 червня 1926, Відень — 4 серпня 2007, Віллістон, Вермонт) — американський історик, історіограф Голокосту.

## Біографія і головна книга
Разом з родиною залишив Австрію в 1938. Брав участь у Другої світової війні, служив у Відділі військової документації збройних сил США. Після війни закінчив Колумбійський університет, захистив дисертацію під керівництвом Франца Нойманна. Багато років викладав у Вермонтському університеті. В 1961 році з'явилася його монографія " The Destruction of the European Jews " ("Знищення євреїв Європи ", українською чи російською мовою не виходила) — за формулюванням Ганни Арендт в її книзі "Айхман в Єрусалимі " (1963), «перший ясний опис неймовірно складної механіки знищення, розробленої нацизмом». Книга стала настільною для дослідників Голокосту та істориків XX століття, в 1985 році вона в значно розширеному і доповненому вигляді була видана в трьох томах. Ще одне прижиттєве тритомне видання вийшло в 2003 році.
Гільберг був одним із засновників і науковим експертом Меморіального музею Голокосту в Вашингтоні. Брав участь у фільмі Клода Ланцмана «Шоа».

## Визнання
Нагороджений хрестом ФРН за заслуги (2002), почесний доктор Віденського університету (2002), член Американської Академії мистецтв і наук (2005). Лауреат премії Ганса і Софі Шолль (2002).

### Праці Гільберга
- The Destruction of the European Jews (Yale University Press, 2003; originally published in 1961).
- The Holocaust today (Syracuse University Press, 1988).
- Sources of Holocaust research: An analysis (Ivan R. Dee, Chicago, 2001).
- The politics of memory: The journey of a Holocaust historian (Ivan R. Dee, Chicago, 1996).
- Perpetrators, Victims, Bystanders: The Jewish catastrophe, 1933—1945 (Aaron Asher Books, NY, 1992).
- «The Fate of the Jews in the Cities.» Reprinted in Betty Rogers Rubenstein (ed.), et al. What kind of God? : Essays in honor of Richard L. Rubenstein (University Press of America, 1995).
- «The destruction of the European Jews: precedents.» Printed in Omer Bartov. Holocaust: Origins, implementation, aftermath (Routledge, London, 2000).
- Hilberg, Raul (editor). Documents of destruction: Germany and Jewry, 1933—1945 (Times Books|Quadrangle Books, Chicago, 1971).
- Hilberg, Raul, et al. (editors). The Warsaw diary of Adam Czerniakow: Prelude to Doom (Stein & Day, NY, 1979).